# Hipposideros khaokhouayensis
Hipposideros khaokhouayensis — є одним з видів кажанів родини Hipposideridae.

## Поширення
Країни поширення: Лаос. Цей вид був спійманий між 180 і 400 м над рівнем моря у мозаїці незайманого і порушеного вічнозеленого лісу. Відомий тільки з двох ділянок.

## Загрози та охорона
Втрата середовища проживання є можливої загрози для цього виду. Цей вид зустрічається на одній природоохоронній території.